# South Cambridgeshire (circonscription britannique)
Circonscription parlementaire de la Chambre des communes
La circonscription de South Cambridgeshire est une circonscription électorale anglaise située dans le Cambridgeshire et représentée à la Chambre des communes du Parlement britannique.

## Géographie
La circonscription comprend:
- Les villes de Cambourne, Cottenham et Sawston

Anciennes frontières de la circonscription de 1997 à 2010

## Députés
Les Members of Parliament (MPs) de la circonscription sont:
| Législature                                                                          | Années          | Député      | Député         | Parti                 |
| ------------------------------------------------------------------------------------ | --------------- | ----------- | -------------- | --------------------- |
| South Cambridgeshire issue de South West Cambridgeshire et South East Cambridgeshire |                 |             |                |                       |
| 52e                                                                                  | 1997–2001       |             | Andrew Lansley | Conservateur          |
| 53e                                                                                  | 2001–2005       |             | Andrew Lansley | Conservateur          |
| 54e                                                                                  | 2005–2010       |             | Andrew Lansley | Conservateur          |
| 55e                                                                                  | 2010–2015       |             | Andrew Lansley | Conservateur          |
| 56e                                                                                  | 2015–2017       | Heidi Allen |                | Conservateur          |
| 57e                                                                                  | 2017–2017       | Heidi Allen |                | Conservateur          |
| 57e                                                                                  | fév.-juin 2019  | Heidi Allen |                | Change UK             |
| 57e                                                                                  | juin-juil. 2019 | Heidi Allen |                | Indépendante          |
| 57e                                                                                  | juil.-oct. 2019 | Heidi Allen |                | The Independents (en) |
| 57e                                                                                  | oct.-déc. 2019  | Heidi Allen |                | Libéral-démocrate     |
| 58e                                                                                  | 2019–Présent    |             | Anthony Browne | Conservateur          |

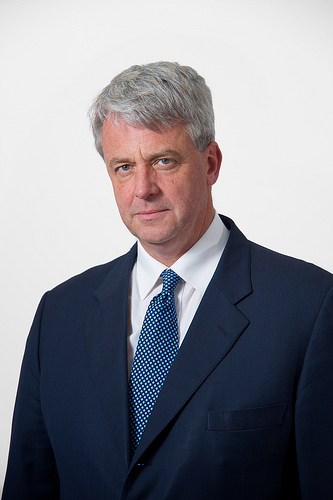
Andrew Lansley (1997-2015)
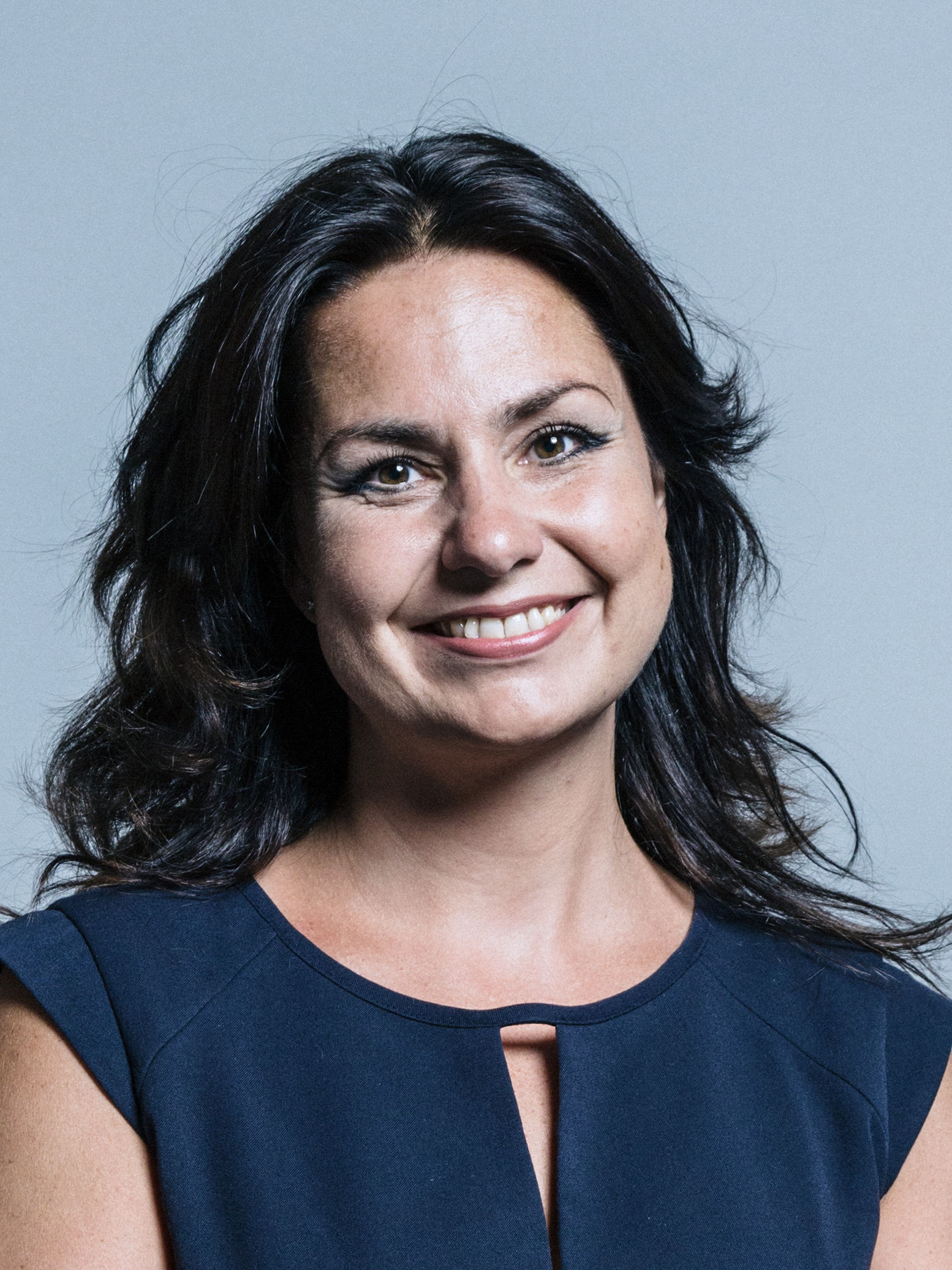
Heidi Allen (2015-2019)